# Крајпуташи из Вучака (Ивањица)
Крајпуташи из Вучака се налазе на територији општине Ивањица.

## Споменик Величку Драмићанину
Споменик се налази у засеоку Гиздавићи. Величко Драмићанин се са српском војском повлачио преко Албаније 1915/1916. год, на острво Крф где је и умро 18. октобра 1916. год.

## Споменик Вулићу Драмићанину
Споменик се налази у засеоку Гиздавићи. Вулић Драмићанин рођен је 1870. год. Учествовао је у Првом светском рату као војник IV пука, II позива. Услед снажне немачке офанзиве 1915. год. повукао се са српском војском преко Албаније на острфо Крф где је и умро 3. децембра 1915.год.

## Споменик Светозару Лабудовићу
Споменик се налази на месту звано Калипоље. Светозар Лабудовић рођен је 1890. год. Учествовао је у Првом светском рата као капетан I класе. Погинуо је заједно са својим братом Вујицом, коме је такође посвећен овај споменик, на Крфу 1915. године, после повлачења српске војске преко Албаније.

## Споменик Велимиру Милованчевићу
Споменик се налази у засеоку Милованчевићи, место звано Долови. Велимир Милованчевић рођен је 1869. год. Учествовао је у Балканским ратовима и Првом светском рату од 1912-1917. год. Погинуо је на острву Крфу 15.6. 1917. год. 

## Галерија
- Крајпуташ Вулићу Драмићанину
- Крајпуташ Вулићу Драмићанину
- Крајпуташ Светозару Лабудовићу